# Колона на випуските
Паметникът „Колона на випуските“ е паметник в двора на Военната академия „Георги Раковски“ в София.
Паметникът „Колона на випуските“ се намира на Площада на българския офицер във Военната академия. От едната страна е сградата на пансиона, отсреща е църквата „Свети Архангели“, отляво е сградата на щаба на училището. Тук е бил плацът, на който се строявали до 1600 души. Сега голяма част от него е заета от градина.
Паметникът е открит през 1934 г., заедно с паметника на Георги Раковски в съседство. Според служители на Военноисторическа библиотека, вероятно изпълнител е чешкият архитект Антонин Колар, по чийто проект е изграден главния корпус. Скулптурната декорация е дело на скулптора Михаил Михайлов (1900 – 1945).

## Обелиск
На колоната обелиск са изписани датите на производство на всеки випуск на Военното училище (прераснало във Военна академия) през годините. Замисълът при построяването е всеки от випуските да има своя плочка. Всеки от випуските е получавал определено наименование – Рилският випуск (произведен август 1915 г. в Рилския манастир), Панагюрският випуск, Дравския випуск (който се произвежда по време на Втората световна война) и др. Надписването на колоната завършва до 70-ти випуск, 1949 година. Това е последният випуск, който е изписан на колоната. Наследникът на Военното училище на Негово Величество е Националният военен университет „Васил Левски“ във Велико Търново. Наскоро, по настояване на съюза на бившите възпитаници, са добавени и следващите випуски.
На самата колона, отпред, е била поставена разтворена книга, а върху нея е поставена картата на Велика България. Символиката е юнкерите на Военното училище да са възпитават в необходимостта да изграждат знания и умения в идеалът за Велика България. По средата на колоната се намира царската корона, а най-отгоре завършва с развети знамена.
Върхът на обелиска завършва с пластично изображение на бойни знамена с лъвове. В центъра е стоял гербът на Царство България, който е премахнат, а сега е заменен с герба на Република България.

## Лъвове
В основата на колоната са разположени статуи на четири бронзови лъва, символизиращи силата и храбростта на българските воини. Старите лъвове, чрез специална технология, са били излети от мозайка.